# Население Мали

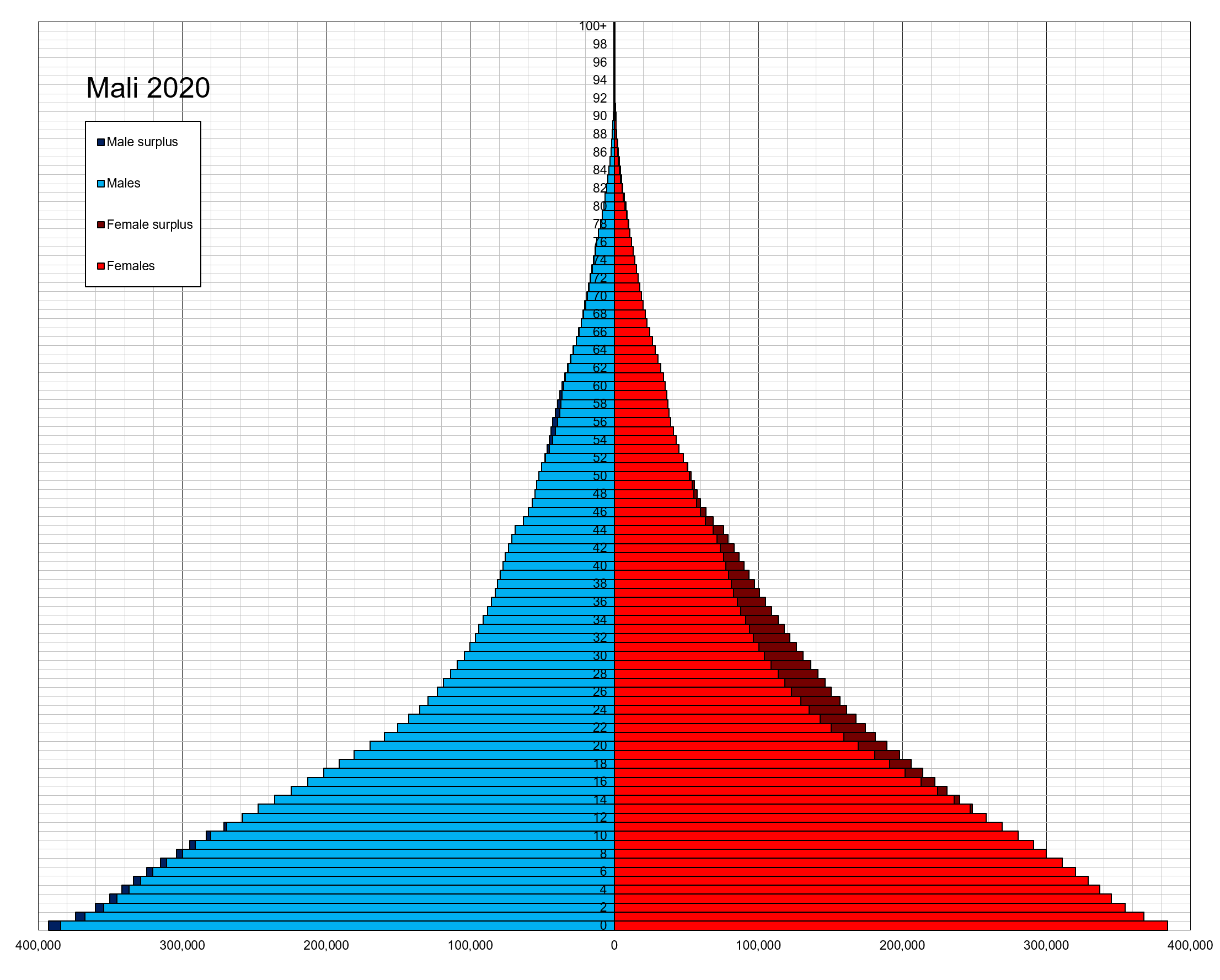
Возрастно-половая пирамида населения Мали на 2020 год

Население Мали на июль 2010 года составляет около 13,8 миллионов человек и очень быстро растет. Годовой прирост населения составляет 2,6 %, рождаемость — 46,1 новорожденных на 1000 человек, а смертность — 14,6 на 1000 человек. Эмиграция составляет 5,4 на 1000 человек в год. Так как в Мали есть очень значительные проблемы с здравоохранением, младенческая смертность в этой стране крайне высока — 114 на 1000 новорожденных в год (4-е место в мире). Кроме того, в 2007 году по оценкам 1,5 % населения были заражены СПИДом (ВИЧ). По средней продолжительности жизни — всего 52 года — страна занимает 209-е место в мире.

## Этнический состав
Этнический состав Мали отличается большим разнообразием. Наибольшая часть населения — оседлые земледельцы и рыбаки. Так, бамбара, правившие в средневековье в империи Гана и Мали, до сих пор составляют крупнейшую этническую группу страны (34,1 %). Затем следуют полукочевники-скотоводы фульбе (14,7 % населения страны), поспособствовавшие распространению ислама и в XVIII—XIX веках создали в Западной Африке ряд мусульманских государств, живут на западе Судана и востоке Мали. Другие распространенные народы — сенуфо (10,5 %) и догон (8,9 %) живут на юге страны и придерживаются традиционных анимистических верований. сонгаи, составляют 1,6 % населения Мали; представители этой народности занимаются земледелием, и среди них ислам распространен значительно меньше. В пустынях живут кочевники — туареги (0,9 %), известные в Мали под названием удалан. Они занимаются разведением лошадей и верблюдов. В прошлом туареги жили за счет набегов и сбора дани. Незначительную долю населения составляют арабы и мавры.
Приблизительно половина жителей страны говорит на языках группы манде, носители которого, предположительно, произошли от неолитических земледельцев Западной Африки, потомки которых в средневековый период создали империи Гана и Мали.
Около 85 % малийцев — мусульмане, 1 % — христиане, остальные — анимисты.
Как и в любой аграрной африканской стране, уровень урбанизации Мали невысокий — 40 % (в 2015 году), а грамотность катастрофически низкая — 38,7 % (мужчины — 48,2 %, женщины 29,2 %) (по данным ЮНЕСКО за 2015 год).
Столица страны Бамако была создана колониальной администрацией. В настоящее время там проживает половина городского населения Мали. В колониальный период были основаны также города Мопти и Каес (последний был конечным пунктом судоходства по реке Сенегал, связывая внутренние регионы страны с выходом в мировой океан). Такие города, как Сегу, Сикасо, Гао, Дженне и Томбукту, имеют более древний возраст. Они были столицами средневековых империй и более поздних государственных образований.

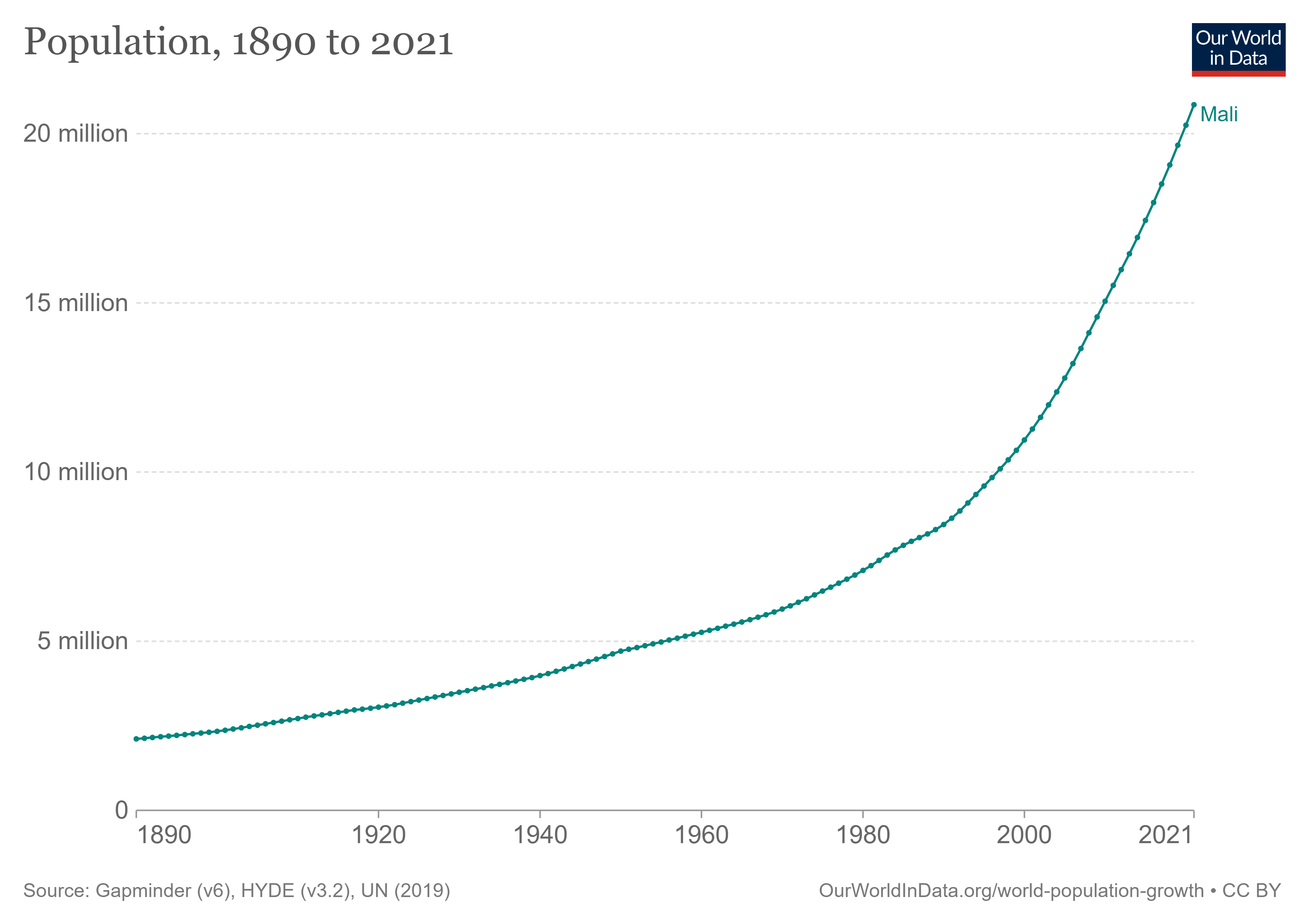
Демография населения в период между с 1961 по 2003 года

## Города с численностью населения более 100 тыс. человек (2014)
1. Бамако — 1 978 748
2. Сикасо — 213 775
3. Мопти — 187 514
4. Кутиала — 128 650
5. Каес — 105 401
6. Сегу — 102 099